# Indice Hermès
L'Indice Hermès est un indice boursier de la bourse du Caire, composé des 40 principales capitalisations boursières du pays.

## Composition
Au 13 juin 2011, l'indice  se composait des titres suivants:
| Code    | Société                                   | Poids indiciel | Secteur                   |
| ------- | ----------------------------------------- | -------------- | ------------------------- |
| ACGC EY | Arab Cotton Ginning                       | 0.37 %         | Consommation cyclique     |
| MPRC EY | Egyptian Media Production City            | 0.32 %         | Consommation cyclique     |
| EGTS EY | Egyptian Resorts                          | 0.42 %         | Consommation cyclique     |
| AUTO EY | Ghabbour Auto                             | 1.44 %         | Consommation cyclique     |
| OLGR EY | Olympic Group Financial Investments       | 0.82 %         | Consommation cyclique     |
| ORWE EY | Oriental Weavers                          | 1.05 %         | Consommation cyclique     |
| RTVC EY | Remco for Touristic Villages Construction | 0.28 %         | Consommation cyclique     |
| POUL EY | Cairo Poultry                             | 0.81 %         | Consommation non cyclique |
| EAST EY | Eastern                                   | 1.97 %         | Consommation non cyclique |
| JUFO EC | Juhayna Food Industries                   | 1.54 %         | Consommation non cyclique |
| MOIL EY | Maridive & Oil Services                   | 2.46 %         | Énergie                   |
| CCAP EY | Citadel Capital                           | 1.41 %         | Finance                   |
| COMI EY | Commercial International Bank Egypt       | 6.6 %          | Finance                   |
| HRHO EY | Egyptian Financial Group-Hermes Holding   | 3 %            | Finance                   |
| EKHO EY | Egyptian Kuwaiti Holding                  | 2.5 %          | Finance                   |
| ELKA EY | El Kahera Housing                         | 0.17 %         | Finance                   |
| HELI EY | Heliopolis Housing                        | 0.83 %         | Finance                   |
| MNHD EY | Medinet Nasr Housing                      | 0.88 %         | Finance                   |
| NAHO EY | Naeem Holding                             | 0.26 %         | Finance                   |
| DEVE EY | National Development Bank                 | 0.32 %         | Finance                   |
| NSGB EY | National Societe Generale Bank            | 5.13 %         | Finance                   |
| PHDC EY | Palm Hills Developments                   | 0.95 %         | Finance                   |
| PIOH EY | Pioneers Holding                          | 0.65 %         | Finance                   |
| OCDI EY | Six of October Development & Investment   | 0.91 %         | Finance                   |
| TMGH EC | Talaat Moustafa Group                     | 3.53 %         | Finance                   |
| CSAG EY | Canal Shipping Agencies                   | 0.46 %         | Industrie                 |
| ELEC EY | Egyptian Electrical Cables                | 0.16 %         | Industrie                 |
| SWDY EY | ElSwedy Electric                          | 2.4 %          | Industrie                 |
| OCIC EY | Orascom Construction Industries           | 21.63 %        | Industrie                 |
| UEGC EY | Upper Egypt Contracting                   | 0.15 %         | Industrie                 |
| ASCM EY | Asek Co for Mining                        | 0.15 %         | Matériaux                 |
| EFIC EY | Egyptian Financial & Industrial           | 0.43 %         | Matériaux                 |
| IRON EY | Egyptian Iron & Steel                     | 1.41 %         | Matériaux                 |
| IRAX EY | EL Ezz Aldekhela Steel Alexandria         | 3.41 %         | Matériaux                 |
| ESRS EY | Ezz Steel                                 | 2.33 %         | Matériaux                 |
| MBSC EY | Misr Beni Suef Cement                     | 0.95 %         | Matériaux                 |
| SKPC EY | Sidi Kerir Petrochemcials                 | 2.97 %         | Matériaux                 |
| SCEM EY | Sinai Cement                              | 1.17 %         | Matériaux                 |
| SVCE EY | South Valley Cement                       | 0.84 %         | Matériaux                 |
| EMOB EY | Egyptian Co for Mobile Services           | 5.18 %         | Télécommunications        |
| ORTE EY | Orascom Telecom Holding                   | 8.07 %         | Télécommunications        |
| ETEL EY | Telecom Egypt                             | 9.68 %         | Télécommunications        |